# Chiesa di Santa Chiara (Sansepolcro)
L'ex chiesa di Santa Chiara (già Sant'Agostino) è un edificio sacro che si trova nella piazza omonima a Sansepolcro.

## Storia e descrizione
Un tempo chiesa del convento di Sant'Agostino, fu intitolata a Santa Chiara in seguito alla cessione alle monache clarisse (1555). L'esterno mantiene ancora le murature e l'abside poligonale della chiesa medievale, edificata dai frati agostiniani a partire dal 1281. Durante i lavori di ristrutturazione eseguiti tra il 1577 e il 1587 su progetto di Alberto di Giovanni Alberti fu costruito il portale sulla facciata con mensole a mascherone e timpano spezzato.
Intorno al 1786 l'interno fu completamente rinnovato con un'elegante decorazione in stucco bianco di gusto classicista che comprese l'edificazione dell'altare maggiore (con le Virtù e Dio Padre) e le due cantorie laterali.
L'edificio è attualmente convertito in sala auditorum

## Opere già in loco
Dall'antica chiesa degli Agostiniani proviene l'affresco di Piero della Francesca con San Giuliano nella Pinacoteca civica della città.
Sempre da qui proviene il celebre polittico di Sant'Agostino, anch'esso di mano di Piero della Francesca, oggi smembrato e disperso in varie sedi museali.